# Орасио Гутиерес
Орасио Гутиерес (на испански: Horacio Gutiérrez) е американски и кубински пианист виртуоз от световна величина.

## Биография
Роден е през 1948 г. в Хавана, където учи пиано при Сесар Перес Сентенат (1886 – 1973), възпитаник на Мориц Московски и Хоакин Нин.
През 1961 г. семейството на Гутиерес се мести в Лос Анджелис. В САЩ започва да взима уроци от Сергей Тарновски, който е ученик на легендарната пианистка и съпруга на Теодор Лежетицки (Theodor Leschetizky) Анна Николаевна Есипова – единствената учителка по пиано на Сергей Прокофиев. Сергей Тарновски е също първият учител на Владимир Хоровиц в Киев. По-късно продължава обучението си в музикалната школа Джулиърд Скуул при Адел Маркус, възпитаница на легендарния руски пианист Джозеф Левин. Гутиерес работи и с американския пианист от гръцки произход Уилям Мазелос, ученик на Карл Фридберг (учил с Клара Шуман и Йоханес Брамс).
Орасио Гутиерес става американски гражданин през 1967 година. Понастоящем живее и работи в САЩ и е женен за пианистката Патриша Ашер, също ученичка на Мазелос.
През 1970 г. на конкурса „Чайковски“ в Москва Гутиерес получава сребърен медал и скоро след това е представен на всички големи концертни сцени от известния импресарио на Гилелс, Рихтер, Ойстрах и др. Сол Хюрок, предизвиквайки международна сензация. Свири с всички водещи оркестри и диригенти, включително Мазел, Андрю Дейвис, Джозеф Крипс, Мстислав Ростропович, Рождественски, Дейвид Зинман, Андрю Литон, Курт Масур, Джеймс Ливайн, Кристоф Ешенбах, Зубин Мета, Еужен Орманди, Валери Гергиев, Сейжи Озава, Андре Превен, Лайнсдорф, Тенстед, Ашкенази, Баренбойм и други.
Прави записи за EMI, Telarc и Chandos Records.

## Музика
Стилът на Орасио Гутиерес е отличителен със своята рядка комбинация на романтична свобода и класическо чувство за пропорция и е считан от много, включително и от реномирания музикален критик на Ню Йорк Таймс за втората половина на 20 век Харолд Шонберг (Harold H. Schoenberg) автор на „Великите Пианисти“ („The Great Pianists“), за един от най-големите пианисти на 20 век.